# دلتا ارابه‌ران
دلتا ارابه‌ران یک ستاره است که در صورت فلکی ارابه‌ران قرار دارد.